# Esporte Clube Futuro
L'Esporte Clube Futuro è una società polisportiva brasiliana, con sede ad Araçatuba.

## Storia
Il Grêmio Recreativo e Esportivo Reunidas nasce nel 2002. 
Dal 2006 entrambe le squadre di pallavolo maschile e di pallavolo femminile giocano nelle massime categorie del campionato brasiliano, la Superliga maschile e la Superliga femminile. La formazione femminile ha cessato di esistere al termine della stagione 2011-12, a causa della perdita di alcuni sponsor. Quella maschile invece ha cessato le proprie attività al termine della stagione seguente.
Nel 2019 viene rifondato con la nuova denominazione Esporte Clube Futuro, sotto la presidenza di Luis Henrique Reis. Le sezioni sportive vedono la pallavolo, il beach volley, la pallacanestro, atletica leggera, nuoto e judo.
Il judoka Lucas Brito nel 2019 vince la medaglia d'oro ai Giochi panamericani under 21.

## Denominazioni precedenti
- 2002-2013: Grêmio Recreativo e Esportivo Reunidas